# 6111 Davemckay
6111 Davemckay è un asteroide della fascia principale del diametro medio di circa 12,23 km. Scoperto nel 1979, presenta un'orbita caratterizzata da un semiasse maggiore pari a 2,4513178 UA e da un'eccentricità di 0,2002444, inclinata di 4,01569° rispetto all'eclittica.